# Saul Yanovsky

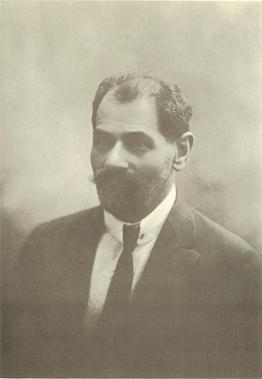
Foto de Saul Yanovsky, tomada en Nueva York, alrededor de 1910.

Saúl Yanovsky (1864-1939) fue un activista anarquista judío estadounidense. Es conocido como el editor de los periódicos anarquistas Freie Arbeiter Stimme (1890–1977), Di Abend Tsaytung (1906) y Di Fraye Gezellstaft (1910–1911).